# Lauret (Hérault)
Pour les articles homonymes, voir Lauret.
Lauret [lo.ʁɛt] (en occitan [law.'ret])  est une commune française située dans le nord-est du département de l'Hérault, en région Occitanie. Ses habitants sont appelés les Laurétains.
Exposée à un climat méditerranéen, elle est drainée par le Brestalou et par le Rieutort. La commune possède un patrimoine naturel remarquable composé de deux zones naturelles d'intérêt écologique, faunistique et floristique.
Lauret est une commune rurale qui compte 621 habitants en 2022, après avoir connu une forte hausse de la population depuis 1975. Elle fait partie de l'aire d'attraction de Montpellier.

## Géographie

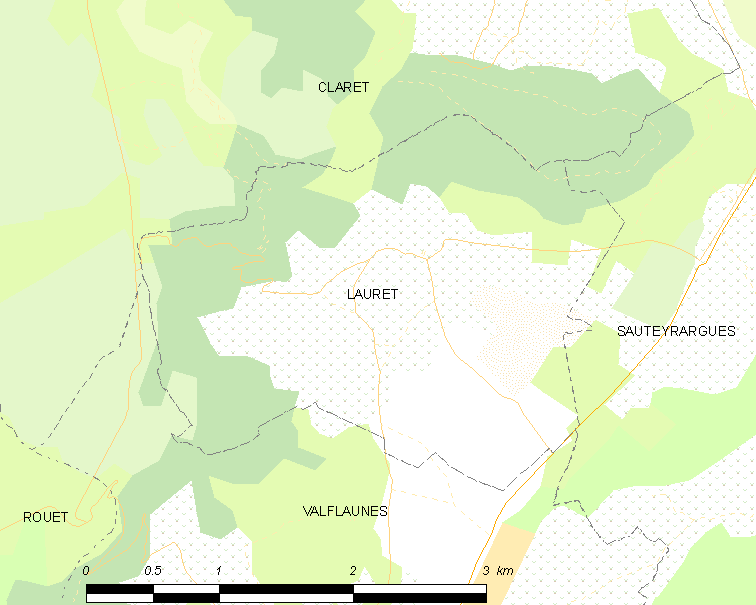
Carte

La commune de Lauret se situe dans l'est du département de l'Hérault, au nord de la préfecture Montpellier, à environ sept kilomètres au nord de Saint-Mathieu-de-Tréviers. Le territoire communal est limitrophe des communes de Claret, au nord-ouest et au nord, de Sauteyrargues à l'est, et de Valflaunès au sud.
Le territoire est composé d'une plaine où coulent le Brestalou et ses affluents. Elle est entourée de massifs boisés, dont les principaux culminant au Pioch, au Rocher du Causse (408 mètres) et au Roc des Mates - l'encadrent totalement au nord et à l'est.
Le village se situe au nord de la plaine viticole, au sud-est du Rocher du Causse et au sud-ouest du Pioch. Constitué initialement d'un petit groupe d'habitations, il s'est étendu depuis la fin du XXe siècle le long de quelques rues de maisons individuelles.
La voirie locale permet de rattraper les routes départementales reliant Montpellier aux villes gardoises de Quissac au nord-est par la D17 passant dans la plaine et de Saint-Hippolyte-du-Fort au nord par la D17E6 passant sur le plateau qui domine aux limites occidentales de Lauret.

### Climat
Pour des articles plus généraux, voir Climat de l'Occitanie et Climat de l'Hérault.
En 2010, le climat de la commune est de type climat méditerranéen franc, selon une étude s'appuyant sur une série de données couvrant la période 1971-2000. En 2020, Météo-France publie une typologie des climats de la France métropolitaine dans laquelle la commune est exposée à un climat méditerranéen et est dans la région climatique  Provence, Languedoc-Roussillon, caractérisée par une pluviométrie faible en été, un très bon ensoleillement (2 600 h/an), un été chaud (21,5 °C), un air très sec en été, sec en toutes saisons, des vents forts (fréquence de 40 à 50 % de vents > 5 m/s) et peu de brouillards.
Pour la période 1971-2000, la température annuelle moyenne est de 13,7 °C, avec une amplitude thermique annuelle de 16,6 °C. Le cumul annuel moyen de précipitations est de 994 mm, avec 7 jours de précipitations en janvier et 3,2 jours en juillet. Pour la période 1991-2020, la température moyenne annuelle observée sur la station météorologique la plus proche, située sur la commune de Saint-Martin-de-Londres à 13 km à vol d'oiseau, est de 13,8 °C et le cumul annuel moyen de précipitations est de 1 087,5 mm,. Pour l'avenir, les paramètres climatiques de la commune estimés pour 2050 selon différents scénarios d’émission de gaz à effet de serre sont consultables sur un site dédié publié par Météo-France en novembre 2022.

### Milieux naturels et biodiversité
L’inventaire des zones naturelles d'intérêt écologique, faunistique et floristique (ZNIEFF) a pour objectif de réaliser une couverture des zones les plus intéressantes sur le plan écologique, essentiellement dans la perspective d’améliorer la connaissance du patrimoine naturel national et de fournir aux différents décideurs un outil d’aide à la prise en compte de l’environnement dans l’aménagement du territoire.
Une ZNIEFF de type 1 est recensée sur la commune :
la « Bordure orientale du causse de l'Hortus » (1 478 ha), couvrant 5 communes dont une dans le Gard et quatre dans l'Hérault et une ZNIEFF de type 2, : 
les « Pic-Saint-Loup et Hortus » (11 816 ha), couvrant 14 communes dont une dans le Gard et 13 dans l'Hérault.

Carte des ZNIEFF de type 1 et 2 à Lauret.
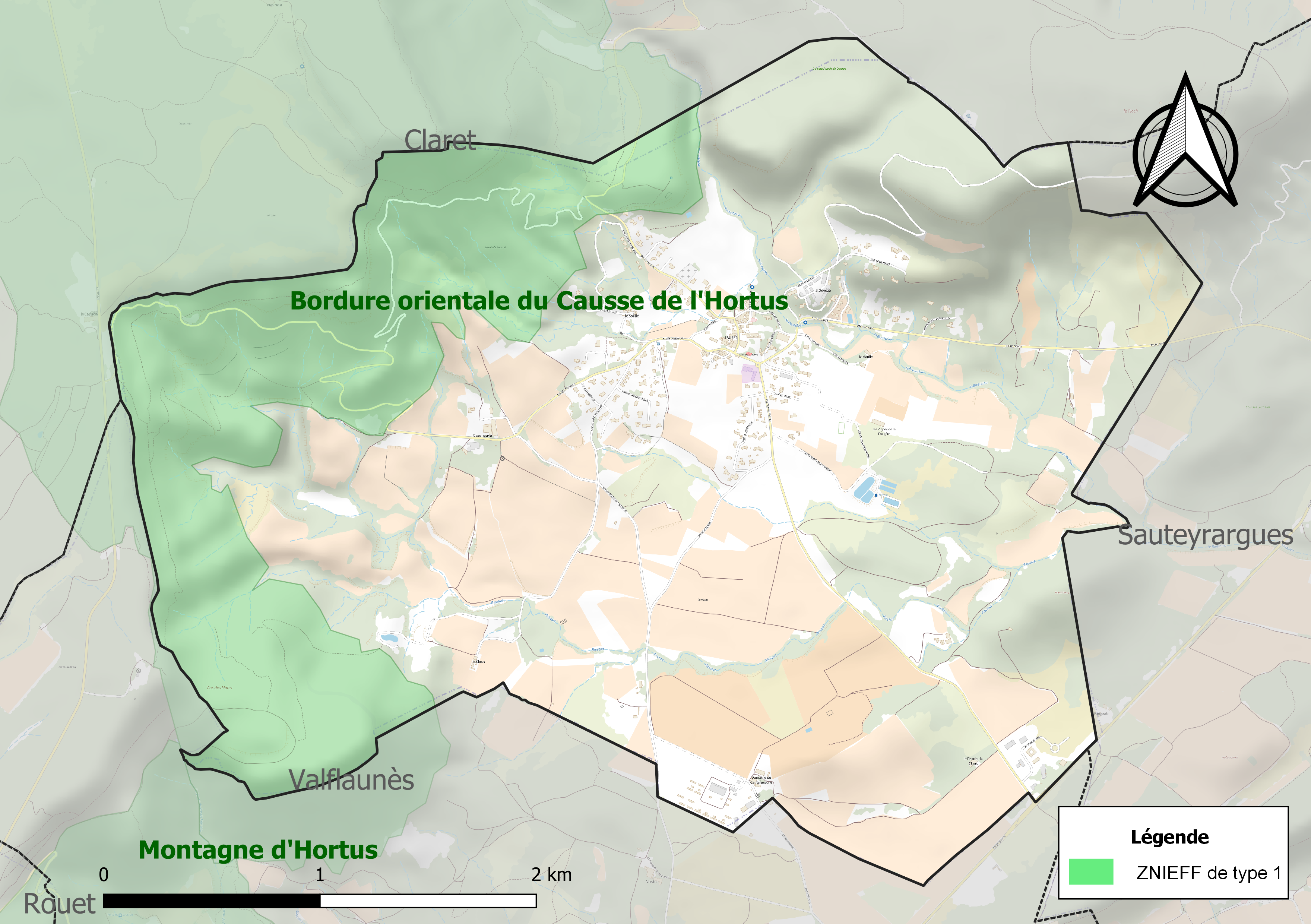
Carte de la ZNIEFF de type 1 sur la commune.
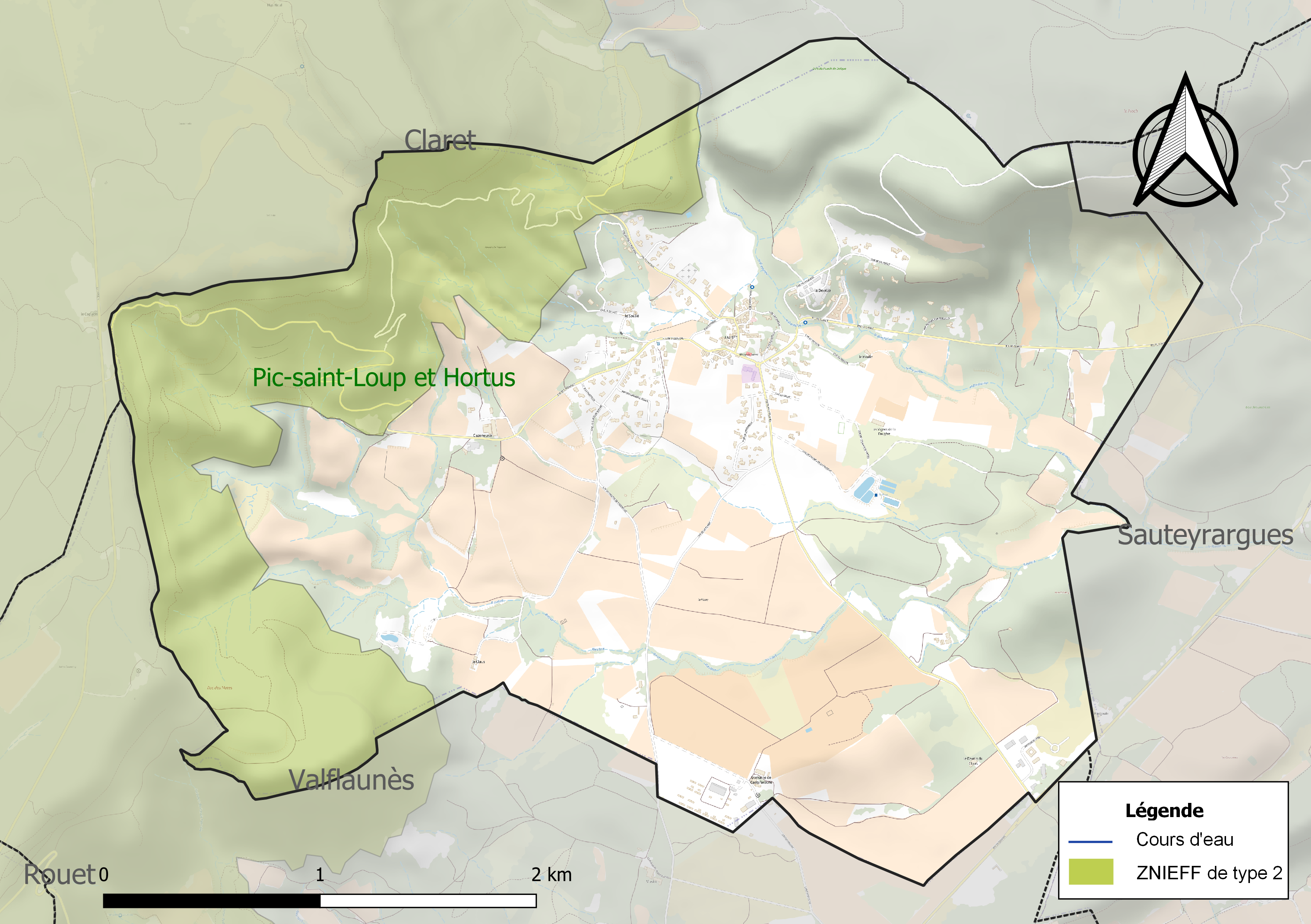
Carte de la ZNIEFF de type 2 sur la commune.

## Urbanisme

### Typologie
Au 1er janvier 2024, Lauret est catégorisée commune rurale à habitat dispersé, selon la nouvelle grille communale de densité à sept niveaux définie par l'Insee en 2022.
Elle est située hors unité urbaine. Par ailleurs la commune fait partie de l'aire d'attraction de Montpellier, dont elle est une commune de la couronne,. Cette aire, qui regroupe 161 communes, est catégorisée dans les aires de 700 000 habitants ou plus (hors Paris),.

### Occupation des sols
L'occupation des sols de la commune, telle qu'elle ressort de la base de données européenne d’occupation biophysique des sols Corine Land Cover (CLC), est marquée par l'importance des territoires agricoles (47,8 % en 2018), en diminution par rapport à 1990 (57,6 %). La répartition détaillée en 2018 est la suivante : 
cultures permanentes (38,5 %), forêts (30,9 %), milieux à végétation arbustive et/ou herbacée (10,9 %), zones urbanisées (10,3 %), zones agricoles hétérogènes (9,4 %). L'évolution de l’occupation des sols de la commune et de ses infrastructures peut être observée sur les différentes représentations cartographiques du territoire : la carte de Cassini (XVIIIe siècle), la carte d'état-major (1820-1866) et les cartes ou photos aériennes de l'IGN pour la période actuelle (1950 à aujourd'hui).

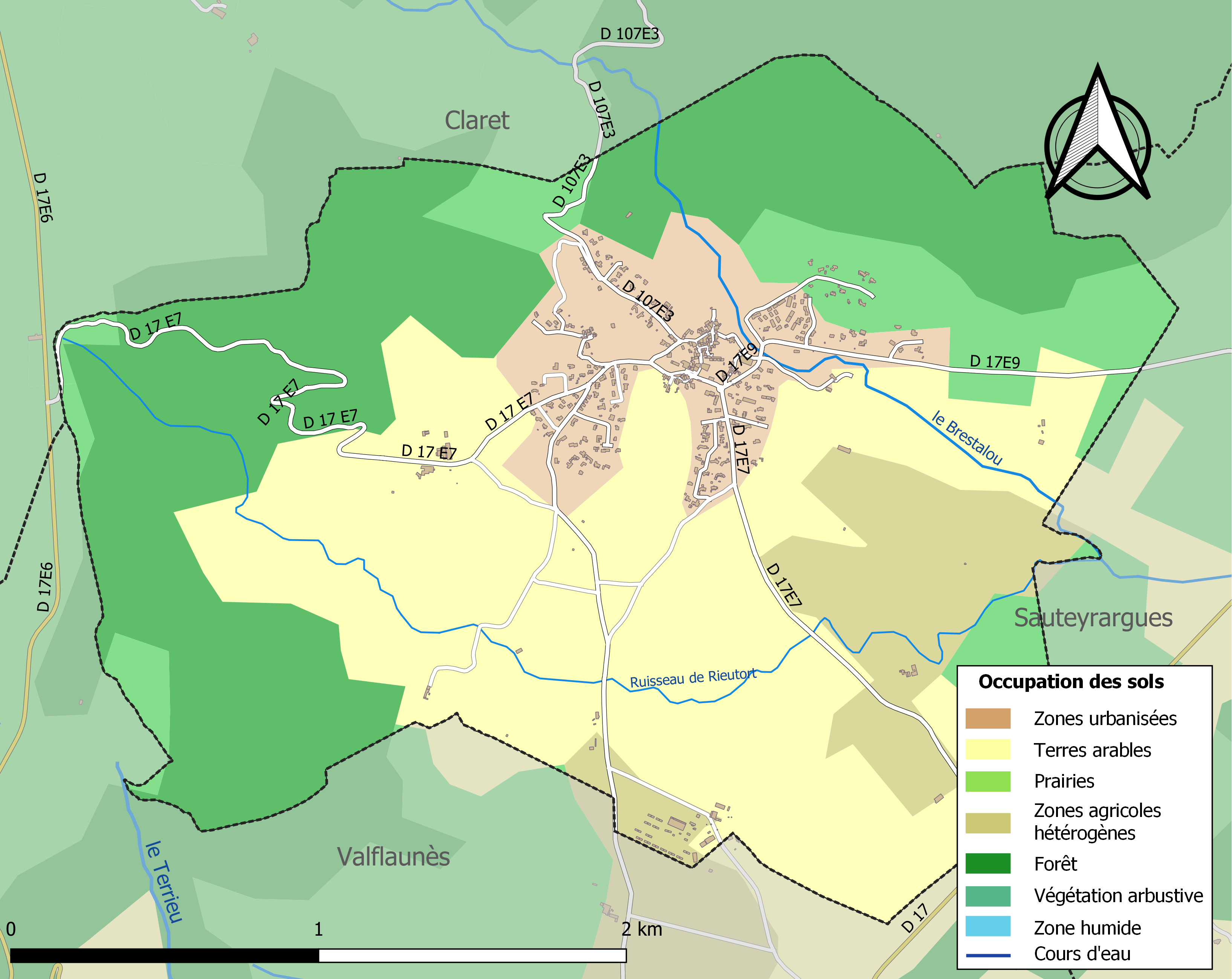
Carte des infrastructures et de l'occupation des sols de la commune en 2018 (CLC).

### Risques majeurs
Le territoire de la commune de Lauret est vulnérable à différents aléas naturels : météorologiques (tempête, orage, neige, grand froid, canicule ou sécheresse), inondations, feux de forêts et séisme (sismicité faible). Il est également exposé à un risque technologique,  le transport de matières dangereuses. Un site publié par le BRGM permet d'évaluer simplement et rapidement les risques d'un bien localisé soit par son adresse soit par le numéro de sa parcelle.

#### Risques naturels
Certaines parties du territoire communal sont susceptibles d’être affectées par le risque d’inondation par débordement de cours d'eau, notamment La commune a été reconnue en état de catastrophe naturelle au titre des dommages causés par les inondations et coulées de boue survenues en 1982, 1990, 1994, 1995 et 2021,.
Lauret est exposée au risque de feu de forêt. Un plan départemental de protection des forêts contre les incendies (PDPFCI) a été approuvé en juin 2013 et court jusqu'en 2022, où il doit être renouvelé. Les mesures individuelles de prévention contre les incendies sont précisées par deux arrêtés préfectoraux et s’appliquent dans les zones exposées aux incendies de forêt et à moins de 200 mètres de celles-ci. L’arrêté du 25 avril 2002 réglemente l'emploi du feu en interdisant notamment d’apporter du feu, de fumer et de jeter des mégots de cigarette dans les espaces sensibles et sur les voies qui les traversent sous peine de sanctions. L'arrêté du 11 mars 2013 rend le débroussaillement obligatoire, incombant au propriétaire ou ayant droit,.

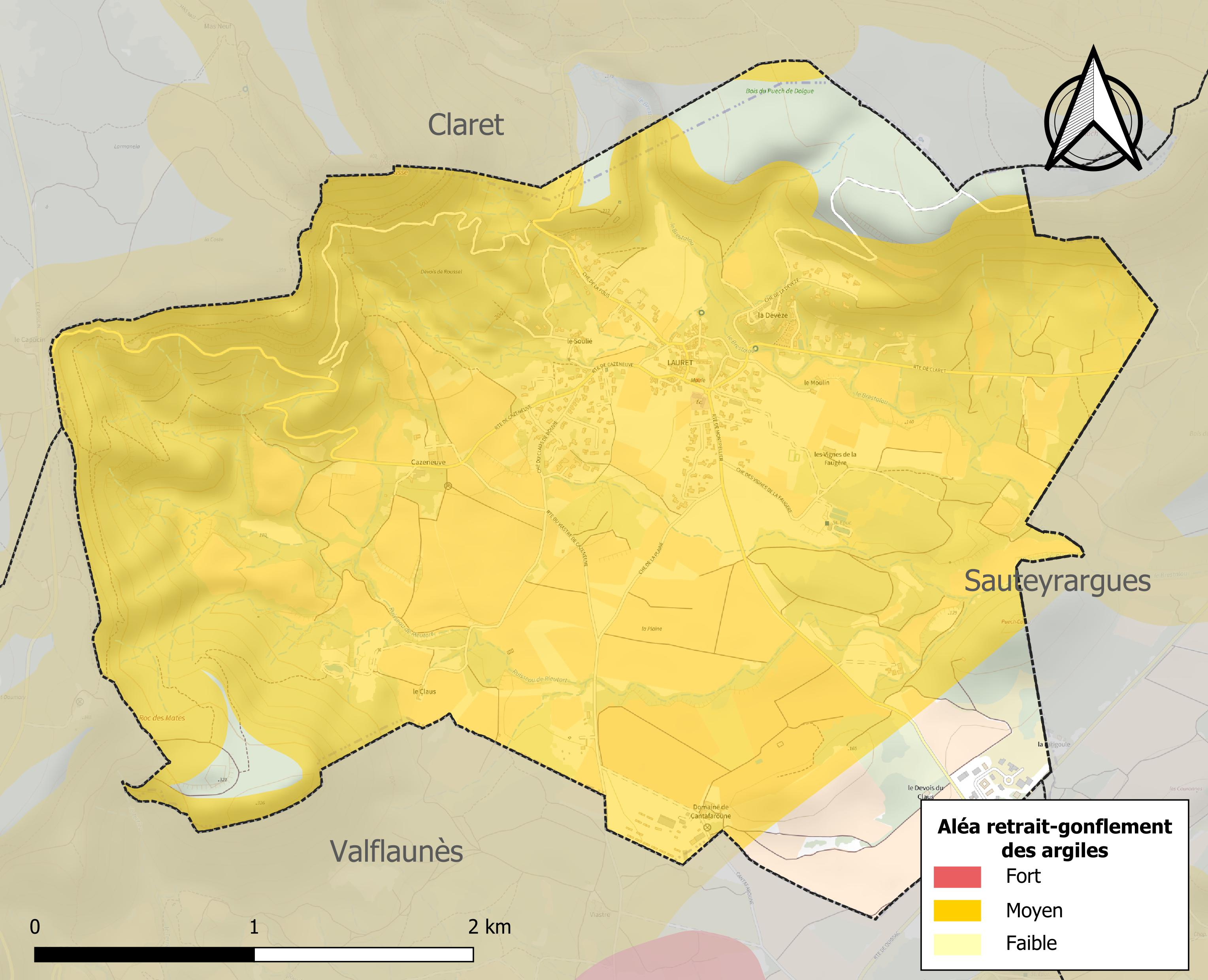
Carte des zones d'aléa retrait-gonflement des sols argileux de Lauret.

Le retrait-gonflement des sols argileux est susceptible d'engendrer des dommages importants aux bâtiments en cas d’alternance de périodes de sécheresse et de pluie. 88 % de la superficie communale est en aléa moyen ou fort (59,3 % au niveau départemental et 48,5 % au niveau national). Sur les 216 bâtiments dénombrés sur la commune en 2019, 210 sont en aléa moyen ou fort, soit 97 %, à comparer aux 85 % au niveau départemental et 54 % au niveau national. Une cartographie de l'exposition du territoire national au retrait gonflement des sols argileux est disponible sur le site du BRGM,.
Par ailleurs, afin de mieux appréhender le risque d’affaissement de terrain, l'inventaire national des cavités souterraines permet de localiser celles situées sur la commune.

## Héraldique
Blason de la commune de Lauret avec les ornements extérieurs :
| Armes de Lauret | De sinople à un Saint Brice martyr d’argent tenant à sa dextre une palme d’or. Timbré de la couronne murale à quatre tours crénelées d'or maçonnées et ouvertes de sable et soutenue par deux branches de chêne (à dextre) et de laurier (à senestre) toutes deux d'or fruitées d'argent, croisées en pointe en sautoir et liées par un nœud de gueules. |

Blason de la ville :
| Armes de Lauret | Les armes de Lauret se blasonnent ainsi : de sinople à un saint Brice martyr d'argent tenant de sa dextre une palme d'or |

## Politique et administration

### Liste des maires
| Période | Période  | Identité                         | Étiquette | Qualité                                                     |
| ------- | -------- | -------------------------------- | --------- | ----------------------------------------------------------- |
| 1792    | 1795     | Fulcrand Plagniol                |           |                                                             |
| 1795    | 1796     | Guillaume Bourgade               |           |                                                             |
| 1796    | 1806     | Jérome Mazel                     |           |                                                             |
| 1806    | 1812     | Jean Louis Mazel                 |           |                                                             |
| 1812    | 1825     | Joseph Marie de Girard           |           |                                                             |
| 1825    | 1830     | Jean-François Doumergue          |           |                                                             |
| 1830    | 1838     | Laurent Bourgade                 |           |                                                             |
| 1838    | 1840     | Marc Antoine Baille              |           |                                                             |
| 1840    | 1843     | Antoine Jean Baptiste de Lajudie |           |                                                             |
| 1843    | 1847     | Pierre François Bouis            |           |                                                             |
| 1847    | 1849     | Pierre Veran                     |           |                                                             |
| 1849    | 1855     | Marc Antoine Plagniol            |           |                                                             |
| 1855    | 1869     | René Serre                       |           |                                                             |
| 1869    | 1876     | Louis Joyeuse                    |           |                                                             |
| 1876    | 1884     | Martin Doumergue                 |           |                                                             |
| 1884    | 1888     | Paul Vidal                       |           |                                                             |
| 1888    | 1892     | Martin Doumergue                 |           |                                                             |
| 1892    | 1897     | Paul Vidal                       |           |                                                             |
| 1897    | 1900     | Louis Verdeille                  |           |                                                             |
| 1900    | 1908     | Jean Bruguière                   |           |                                                             |
| 1908    | 1919     | Louis Moubel                     |           |                                                             |
| 1919    | 1921     | Léon Bruguière                   |           |                                                             |
| 1921    | 1930     | Louis Moubel                     |           |                                                             |
| 1930    | 1935     | Louis Bruguière                  |           |                                                             |
| 1935    | 1944     | Marcellin Teissier               |           |                                                             |
| 1944    | 1947     | Yvon Bruguière                   |           | Président du Comité Local de Libération. Elu Maire en 1945. |
| 1947    | 1947     | Jules Vioulac                    |           |                                                             |
| 1947    | 1950     | André Dumas                      |           |                                                             |
| 1950    | 1963     | Marcel Miolane                   |           |                                                             |
| 1963    | 1977     | Edmond Bruguière                 |           |                                                             |
| 1977    | 2001     | Bernard Nadal                    | UDF       |                                                             |
| 2001    | 2008     | Rémy Fromentin                   |           |                                                             |
| 2008    | 2020     | André Leenhardt                  | SE        | Agriculteur                                                 |
| 2020    | En cours | Stéphane Catania,                | SE        | Chef d’entreprise                                           |

### Tendances politiques et résultats
| Scrutin             | Scrutin             | 1er tour | 1er tour    | 1er tour | 1er tour | 1er tour  | 1er tour | 1er tour | 1er tour   | 1er tour | 1er tour | 1er tour | 1er tour | 2d tour | 2d tour | 2d tour | 2d tour | 2d tour | 2d tour |
| Scrutin             | Scrutin             | 1er      | 1er         | %        | 2e       | 2e        | %        | 3e       | 3e         | %        | 4e       | 4e       | %        | 1er     | 1er     | %       | 2e      | 2e      | %       |
| ------------------- | ------------------- | -------- | ----------- | -------- | -------- | --------- | -------- | -------- | ---------- | -------- | -------- | -------- | -------- | ------- | ------- | ------- | ------- | ------- | ------- |
| Présidentielle 2017 | Présidentielle 2017 |          | LFI         | 31,34    |          | EM        | 22,89    |          | LR         | 15,67    |          | PS       | 12,19    |         | EM      | 77,85   |         | FN      | 22,15   |
| Présidentielle 2022 | Présidentielle 2022 |          | LFI         | 36,81    |          | RN        | 14,35    |          | LREM       | 22,69    |          | RES      | 5,32     |         | LREM    | 68,22   |         | RN      | 31,78   |
| Législatives 2022   | 4e                  |          | LFI (NUPES) | 47,92    |          | UDI       | 14,38    |          | LREM (ENS) | 13,74    |          | RN       | 8,31     |         | LFI     | 73,68   |         | RN      | 26,32   |
| Législatives 2024   | 4e                  |          | LFI (NFP)   | 53,06    |          | HOR (ENS) | 22,45    |          | RN         | 21,43    |          | REC      | 2,55     |         | LFI     | 70,96   |         | RN      | 29,04   |

## Démographie
L'évolution du nombre d'habitants est connue à travers les recensements de la population effectués dans la commune depuis 1793. Pour les communes de moins de 10 000 habitants, une enquête de recensement portant sur toute la population est réalisée tous les cinq ans, les populations de référence des années intermédiaires étant quant à elles estimées par interpolation ou extrapolation. Pour la commune, le premier recensement exhaustif entrant dans le cadre du nouveau dispositif a été réalisé en 2006.

En 2022, la commune comptait 621 habitants, en évolution de +4,37 % par rapport à 2016 (Hérault : +7,49 %, France hors Mayotte : +2,11 %).
| 1793 | 1800 | 1806 | 1821 | 1831 | 1836 | 1872 | 1876 | 1881 |
| ---- | ---- | ---- | ---- | ---- | ---- | ---- | ---- | ---- |
| 176  | 124  | 183  | 202  | 222  | 367  | 201  | 199  | 183  |

| 1886 | 1891 | 1896 | 1901 | 1906 | 1911 | 1921 | 1926 | 1931 |
| ---- | ---- | ---- | ---- | ---- | ---- | ---- | ---- | ---- |
| 172  | 160  | 178  | 198  | 206  | 210  | 189  | 165  | 166  |

| 1936 | 1946 | 1954 | 1962 | 1968 | 1975 | 1982 | 1990 | 1999 |
| ---- | ---- | ---- | ---- | ---- | ---- | ---- | ---- | ---- |
| 169  | 146  | 152  | 167  | 166  | 147  | 169  | 224  | 426  |

| 2006 | 2011 | 2016 | 2021 | 2022 | - | - | - | - |
| ---- | ---- | ---- | ---- | ---- | - | - | - | - |
| 549  | 562  | 595  | 627  | 621  | - | - | - | - |

## Économie

### Revenus
En 2018, la commune compte 235 ménages fiscaux, regroupant 602 personnes. La médiane du revenu disponible par unité de consommation est de 24 780 € (20 330 € dans le département).

### Emploi
|                | 2008   | 2013   | 2018  |
| -------------- | ------ | ------ | ----- |
| Commune        | 7,6 %  | 9,5 %  | 9,1 % |
| Département    | 10,1 % | 11,9 % | 12 %  |
| France entière | 8,3 %  | 10 %   | 10 %  |

En 2018, la population âgée de 15 à 64 ans s'élève à 418 personnes, parmi lesquelles on compte 74,6 % d'actifs (65,5 % ayant un emploi et 9,1 % de chômeurs) et 25,4 % d'inactifs,. Depuis 2008, le taux de chômage communal (au sens du recensement) des 15-64 ans est inférieur à celui de la France et du département.
La commune fait partie de la couronne de l'aire d'attraction de Montpellier, du fait qu'au moins 15 % des actifs travaillent dans le pôle,. Elle compte 113 emplois en 2018, contre 104 en 2013 et 95 en 2008. Le nombre d'actifs ayant un emploi résidant dans la commune est de 277, soit un indicateur de concentration d'emploi de 40,8 % et un taux d'activité parmi les 15 ans ou plus de 63,7 %.
Sur ces 277 actifs de 15 ans ou plus ayant un emploi, 58 travaillent dans la commune, soit 21 % des habitants. Pour se rendre au travail, 89,1 % des habitants utilisent un véhicule personnel ou de fonction à quatre roues, 1,9 % les transports en commun, 3,8 % s'y rendent en deux-roues, à vélo ou à pied et 5,3 % n'ont pas besoin de transport (travail au domicile).

### Activités hors agriculture

#### Secteurs d'activités
79 établissements sont implantés  à Lauret au 31 décembre 2019. Le tableau ci-dessous en détaille le nombre par secteur d'activité et compare les ratios avec ceux du département,.
| Secteur d'activité                                                                                        | Commune | Commune | Département |
| Secteur d'activité                                                                                        | Nombre  | %       | %           |
| --- | ------- | ------- | ----------- |
| Ensemble                                                                                                  | 79      | 100 %   | (100 %)     |
| Industrie manufacturière, industries extractives et autres                                                | 11      | 13,9 %  | (6,7 %)     |
| Construction                                                                                              | 7       | 8,9 %   | (14,1 %)    |
| Commerce de gros et de détail, transports, hébergement et restauration                                    | 25      | 31,6 %  | (28 %)      |
| Information et communication                                                                              | 2       | 2,5 %   | (3,3 %)     |
| Activités financières et d'assurance                                                                      | 2       | 2,5 %   | (3,2 %)     |
| Activités immobilières                                                                                    | 4       | 5,1 %   | (5,3 %)     |
| Activités spécialisées, scientifiques et techniques et activités de services administratifs et de soutien | 16      | 20,3 %  | (17,1 %)    |
| Administration publique, enseignement, santé humaine et action sociale                                    | 7       | 8,9 %   | (14,2 %)    |
| Autres activités de services                                                                              | 5       | 6,3 %   | (8,1 %)     |

Le secteur du commerce de gros et de détail, des transports, de l'hébergement et de la restauration est prépondérant sur la commune puisqu'il représente 31,6 % du nombre total d'établissements de la commune (25 sur les 79 entreprises implantées  à Lauret), contre 28 % au niveau départemental.

#### Entreprises et commerces
Les quatre entreprises ayant leur siège social sur le territoire communal qui génèrent le plus de chiffre d'affaires en 2020 sont : 
- EURL Trenquier Terrassement, travaux de terrassement courants et travaux préparatoires (1 345 k€)
- Domaine De Cazeneuve, hôtels et hébergement similaire (616 k€)
- Mon Habitat, travaux de menuiserie bois et PVC (60 k€)
- Anpist, location de logements (7 k€)

### Agriculture
La commune est dans le « Soubergues », une petite région agricole occupant le nord-est du département de l'Hérault. En 2020, l'orientation technico-économique de l'agriculture  sur la commune est la viticulture.
|               | 1988 | 2000 | 2010 | 2020 |
| ------------- | ---- | ---- | ---- | ---- |
| Exploitations | 20   | 11   | 12   | 11   |
| SAU (ha)      | 174  | 169  | 205  | 260  |

Le nombre d'exploitations agricoles en activité et ayant leur siège dans la commune est passé de 20 lors du recensement agricole de 1988  à 11 en 2000 puis à 12 en 2010 et enfin à 11 en 2020, soit une baisse de 45 % en 32 ans. Le même mouvement est observé à l'échelle du département qui a perdu pendant cette période 67 % de ses exploitations,. La surface agricole utilisée sur la commune est restée relativement stable, passant de 174 ha en 1988 à 260 ha en 2020. Parallèlement la surface agricole utilisée moyenne par exploitation a augmenté, passant de 9 à 24 ha.

## Culture locale et patrimoine

### Lieux et monuments
- Bien que situé dans la commune de Claret, le Rocher du Causse est un éperon barré qui domine le village de Lauret. Un mur d'enceinte préhistorique et des remparts protohistoriques sont visibles tout au long du sentier qui mène au sommet du rocher (altitude 408 m), où une table d'orientation permet de se repérer dans le paysage.
- Le site du château de Cazeneuve est attesté dès le IXe siècle sous le nom de Casanova (820). Le château est aujourd'hui au cœur d'un domaine viticole dont la production est classée en AOC Pic-Saint-Loup.
- Église Saint-Brice de Lauret.

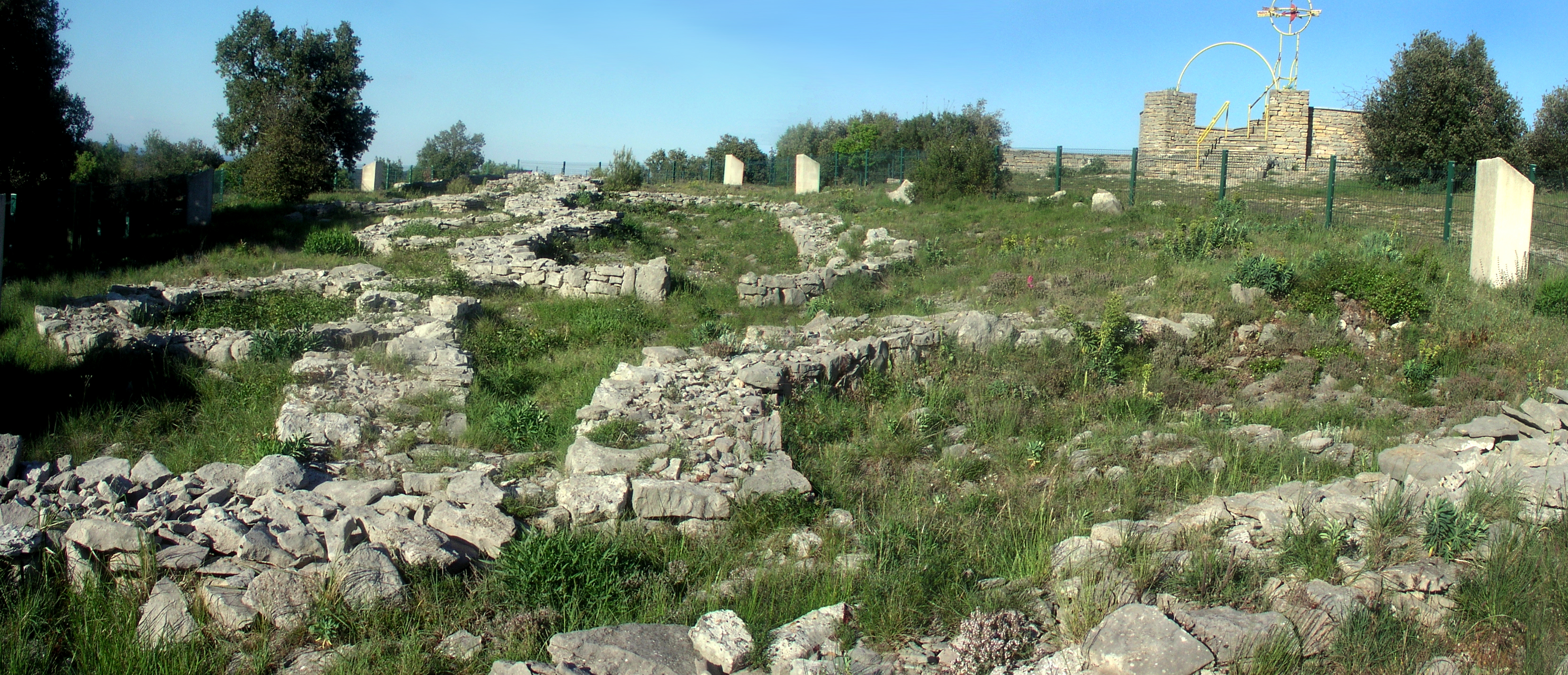
Mur d'enceinte préhistorique du Rocher du Causse, Claret.
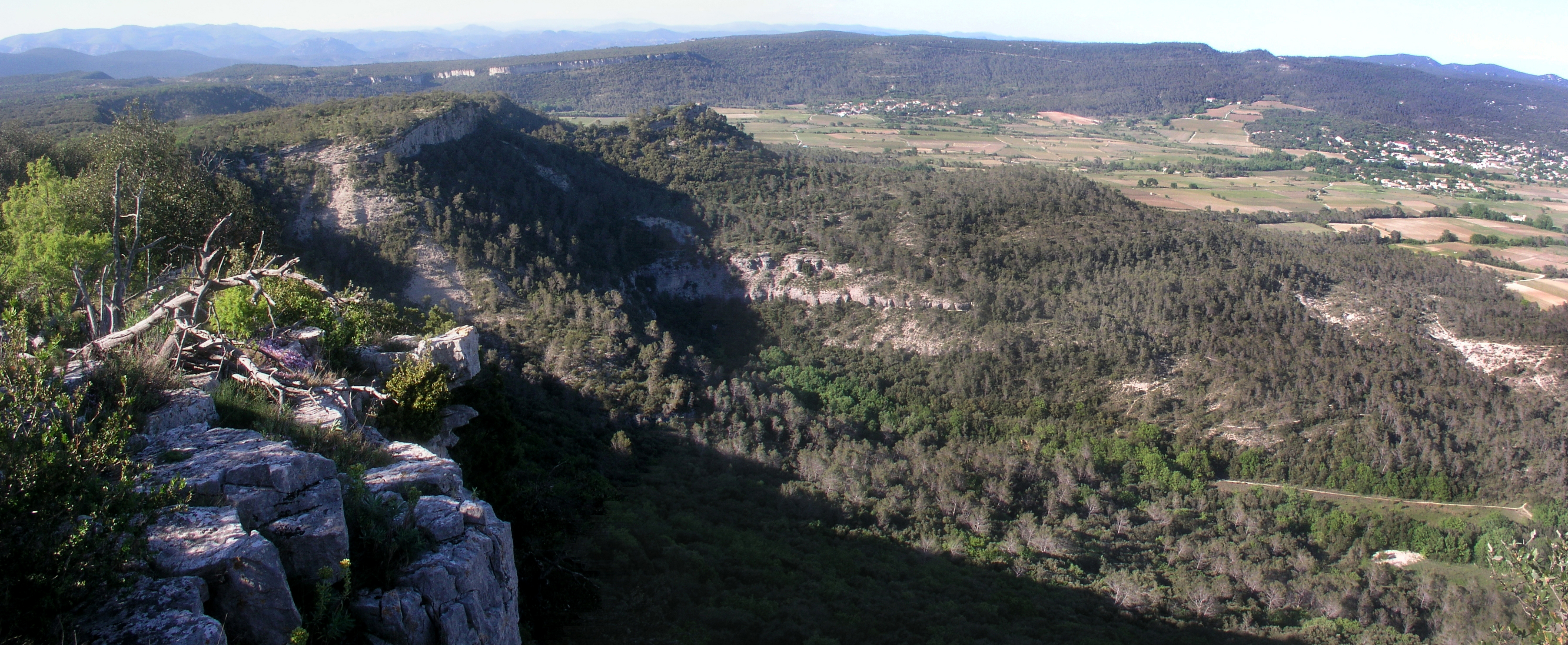
Panorama depuis le rocher du Causse, Claret.
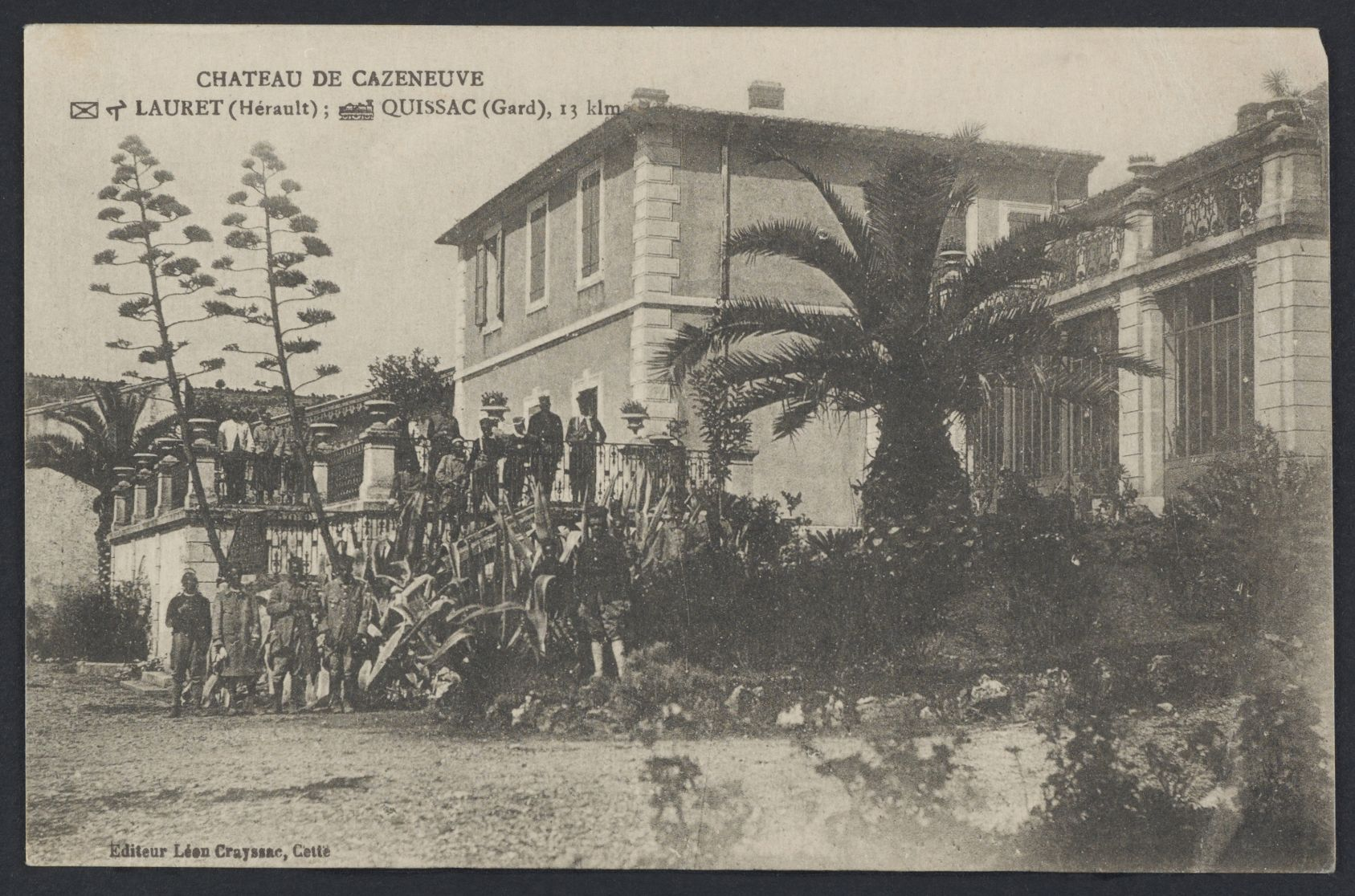
Photographie du château de Cazeneuve (fin XIXe - début XXe siècle).